# Seznam iger s kartami
To je seznam iger s kartami.

## A
ajnc -

## B
bakarat - 
belot -
blackjack -
boston - 
bridge -
bridž (bridge) - 
briškola -
bankuc

## C
cujo -

## Č
črni peter -

## D
durak - džin remi - domine -

## E
enaindvajset -
enka -
enkarte -

## F
faraon - 
francoski tarok -

## J
jolly - junglespeed -

## K
kanasta - 
kralji -

## L
lažnivec -
lorum -
lustik -

## M
Magic: The Gathering -
marjaš -
mavšelj -

## N
norih osem

## O
osel

## P
pasjansa - 
poker - 
preferansa -
pujs -
pokemon -

## R
remi -
ruski šnops -
ruski vist -

## S
sedmica - 
skat - 
srca -

## Š
šnops -

## T
tablič - 
tarok -
tršet -

## V
vojna vist (whist) - 
vrzovački remi -

## W
whist -

## Y
yu-gi-oh